# Polish International 1981
Die Polish International 1981 fanden vom 27. bis zum 29. November 1981 in Warschau statt. Es war die siebente Auflage dieser internationalen Meisterschaften von Polen im Badminton.

## Finalergebnisse
| Disziplin    | Sieger                         | Finalist                       | Ergebnis           |
| ------------ | ------------------------------ | ------------------------------ | ------------------ |
| Herreneinzel | Michal Malý                    | Mike Cattermole                | 11:15, 15:7, 15:11 |
| Dameneinzel  | Liselotte Blumer               | Catharine Troke                | 11:8, 11:7         |
| Herrendoppel | Michal Malý Karel Lakomý       | Mike Cattermole Nigel Tier     | 15;10, 5:15, 15:10 |
| Dameneinzel  | Catharine Troke Gillian Gowers | Bożena Wojtkowska Ewa Rusznica | 15:4, 15:3         |
| Mixed        | Nigel Tier Catharine Troke     | Mike Cattermole Gillian Gowers | 6:15, 18:17, 15:11 |